# Баварска Совјетска Република
Баварска Совјетска Република (позната и под именом Минхенска Совјетска Република) настала је током послератних превирања у Немачкој од 1918. до 1919. године, раздобље познато под именом Немачка револуција. Ова република је била покушај стварања социјалистичке државе темељене на радничким саветима као основним органима власти. Заузимала је претежито територију данашње Баварске.

## Бескрвна револуција
Дана 7. новембра 1918. године, на прву годишњицу од избијања Октобарске револуције, вођа Независне социјалдемократске партије Немачке (НСДПН), Курт Ајзнер, одржао је говор о осмочасовном радном времену, проблемима радничке класе, те о укидању монархије пред масом од 60 000 људи. Маса људи са митинга се упутила према војном кампу и тамо су на своју страну придобили већину војске. Исте је ноћи краљ Лудвиг III Леополд побегао из Баварске. Ајзнер је следећи дан Баварску прогласио слободном државом, чиме је укинута монархија и 700-годишња владавина династије Вителсбах. Ајзнер је постао министар-председник Баварске. Иако је подупирао идеју социјалистички уређене државе, одбацивао је бољшевички модел и обећао свим да ће се поштовати право на власништво.
Након што је НСДПН изгубила изборе, Ајзнер је одлучио да поднесе оставку на место премијера. Дана 21. фебруара 1919, на путу до парламента, убио га је десничарски националиста Антон Граф фон Арко Валеј. Атентат је подстакао на ширење нереда по Баварској, а успех у проглашењу Мађарске Совјетске Републике охрабрио је комунисте и анархисте да преузму власт.

## Совјетска република
Након пада коалиционе владе, дана 6. априла 1919. године била је званично проглашена Баварска Совјетска Република.
Дана 12. априла, власт је у своје руке узела Комунистичка партија Немачке на челу с Еугеном Левинеом. Левине је покренуо формирање Црвене армије, избацио богаташе из скупих станова и предао их сиротињи на коришћење, радницима су фабрике предате на управљање. У плану је било и укидање папирнатог новца као платежног средства и реформа школства, али то није стигло да заживи.
Дана 3. маја, око 9.000 припадника баварске војске верних монархији и око 30.000 припадника Фрајкора ушли су у Минхен и у огорченим уличним борбама поразили комунисте, у којима је погинуло око 1.000 њих. Око 700 комуниста, анархиста и њихових симпатизера су ухапшени, а затим су их све пострељали војници Фрајкора. Еуген Левине је стрељан засебно у затвору Штаделхајм.